# Callitriche albomarginata
Callitriche albomarginata är en grobladsväxtart som beskrevs av Norman Carter Fassett. Callitriche albomarginata ingår i släktet lånkar, och familjen grobladsväxter. Inga underarter finns listade i Catalogue of Life.